# Jan Heem
Jan Heem (eind 13de eeuw – na 1328) was een Vlaams ambachtsman en burgemeester van Brugge.
Hij is in feite de derde, ontbrekende man op het standbeeld van Jan Breydel en Pieter de Coninck op de Grote Markt van Brugge.

## Opstand
Toen de opstandelingen in maart 1302 aan de macht kwamen, werd de lakenbereider – of volder – Jan Heem aangesteld als burgemeester van de schepenen van de stad Brugge. Hij kreeg een huis van een gevluchte Leliaard ter beschikking. In 1303 en 1304 geraakte hij verwikkeld in ruzies tussen de opstandige ambachten waarbij telkens bezittingen van hem in beslag werden genomen, die hij dan achteraf wel terug kreeg. Hij was een ambachtsman die steeds aan de zijde van Pieter de Coninck – een wever – te vinden was. Mogelijk kende hij de redenaar Pieter De Coninck door beroepsrelaties.
Op 26 maart 1309 was Jan Heem samen met Pieter de Coninck en de beenhouwer Jan Breydel aanvoerder van een volksopstand in Brugge. Op 18 november 1321 waren Jan Heem en Pieter de Coninck de aanvoerders van een radicale fractie van wevers, volders en scheerders die zich verzette tegen een vredesverdrag met Frankrijk. Ze werden uit Brugge verdreven en hun bezittingen werden aangeslagen. Tijdens de boerenopstand van 1323-1328 in Kust-Vlaanderen en tijdens de slag bij Kassel (23 augustus 1328) was Jan Heem opnieuw een van de Brugse leiders. Na het neerslaan van deze opstand was hij een van de vele honderden Bruggelingen die als gijzelaar naar Frankrijk werden getransporteerd. Ook zijn zoon had deelgenomen aan de opstand, evenals zijn schoonzoon en volder Jan vanden Driessche die op 14 juni 1325 in Kortrijk betrokken was geweest bij een moordpartij op gevangengenomen edelen. Tijdens de boerenopstand was Jan Heem schepen van Brugge in 1324-1325 en, gedurende korte tijd, in 1328.
Zijn geboortejaar en datum van overlijden zijn onbekend.

## Breydel en De Coninck gevierd
Toen in 1867 de eerste Breydel- en De Coninckcommissie werd opgericht was er van Jan Heem geen sprake. Erevoorzitter van de Commissie, Hendrik Conscience, had immers in zijn De leeuw van Vlaanderen de figuur van Jan Heem over het hoofd gezien. De zestien beeldhouwers die aan de wedstrijd voor het standbeeld deelnamen, kregen alleen de figuren Breydel en De Coninck als onderwerp. 
Ook in het Breydel- en De Coninckjaar 1987, bij de honderdste verjaardag van het standbeeld, is er in de vele publicaties nooit melding gemaakt van Jan Heem.

## Jan Heem-Prijs
Het 11 Juli-Komitee van de stad Brugge wil hulde brengen aan een persoon, instantie of organisatie die heeft bijgedragen tot het versterken van het Vlaams bewustzijn. Daarom werd beslist de tweejaarlijkse Jan Heem-Prijs in te stellen, die werd uitgereikt: 
- In 2002 aan De Druivelaar, uitgegeven door drukkerij A. Strobbe en Zonen. De opname van originele tekeningen van De Vlaamse Leeuw die elke maand uitbeeldt op een ludieke manier heeft de scheurkalender tot een aantrekkelijk product gemaakt waarmee de link wordt gelegd met de viering van 700 jaar Guldensporenslag.
- In 2004 aan de Ronde van Vlaanderen. Deze internationale wielerwedstrijd draagt ertoe bij dat Vlaanderen internationale uitstraling krijgt en bekend wordt gemaakt bij een breed internationaal (wieler)publiek.
- In 2006 aan Vlaanderen Vlagt. Vlaanderen Vlagt of 'VL²' is een initiatief van Vlaamse vrienden. Zij willen door acties en promotiecampagnes de Vlaamse Leeuw verspreiden en de burger aansporen om op een vriendelijke manier zijn volkse identiteit te uiten. Bovendien verbroederen de Vlaamse vrienden tijdens hun acties in binnen- en buitenland met mensen van andere nationaliteiten. VL²'ers supporteren voor Vlaamse vedetten, maar tonen ook hun waardering voor knappe prestaties van niet-Vlamingen.
- In 2008 aan het muziekprogramma Zo is er maar één, een zoektocht op de Vlaamse publieke omroep naar het mooiste Nederlandstalige lied.
- In 2010 aan een organisatie die het muzikaal erfgoed in stand houdt, 'Vlaanderen zingt Kerst', een initiatief van het Brugse Davidsfonds, dat in de loop van de jaren is uitgegroeid tot een succesrijk evenement. Ondertussen is het zangprogramma vol Nederlandstalige kerstliederen gekend en verspreid over heel Vlaanderen.
- In 2012 aan de Vrije Brugse Radio-Omroep (VBRO), omdat de zender sinds 2009 enkel gezellige Nederlandstalige muziek van vroeger en vandaag laat horen onder de slogan "Ik luister Nederlandstalig", gevolgd door "Wij zijn fier op Nederlandstalige muziek". Dat maakt de VBRO uniek in Vlaanderen. VBRO-zaakvoerder Frederik Thomas kreeg de prijs overhandigd door burgemeester Patrick Moenaert. Het was een kunstwerk van de Vlaamse kunstenares Ann Vrielinck.
- In 2014 aan de vzw Nekka, organisatoren van de Nekkanacht, waarop Nederlandstalige muziek wordt gebracht door Vlaamse artiesten.
- In 2016 aan de baggeraars en havenbouwers van DEME en Jan De Nul en aan regisseur Jan Verheyen.
- In 2018 aan Gert Verhulst en Hans Bourlon van Studio 100.
- In 2020, midden in de coronacrisis, naar de zorgsector in Brugge.
- In 2022 aan LikeMe, een muzikale jeugdserie op Ketnet. Elke aflevering bevat twee musicalnummers, telkens gebaseerd op bekende Nederlandstalige klassiekers.
- In 2024 aan het Radio 1-programma Nieuwe Feiten, waarin Lieven Vandenhaute, Ruud Hendrickx en Rick De Leeuw elke woensdag op zoek gaan naar woorden in het Nederlands die nog niet bestaan. ‘Ontbreekwoorden’ is de term die het programma daarvoor heeft bedacht.